# Anthemis zoharyana
Anthemis zoharyana là một loài thực vật có hoa trong họ Cúc. Loài này được Eig mô tả khoa học đầu tiên năm 1938.